# Repnje
Repnje este o localitate din comuna Vodice, Slovenia, cu o populație de 288 de locuitori.